# Saint-Léonard-des-Parcs
Saint-Léonard-des-Parcs è un comune francese di 76 abitanti situato nel dipartimento dell'Orne nella regione della Normandia.

## Società

### Evoluzione demografica
Abitanti censiti